# Scania serii 3
Scania serii 3 – samochód ciężarowy produkowany przez szwedzkiego producenta samochodów ciężarowych Scania w latach 1987–1997.

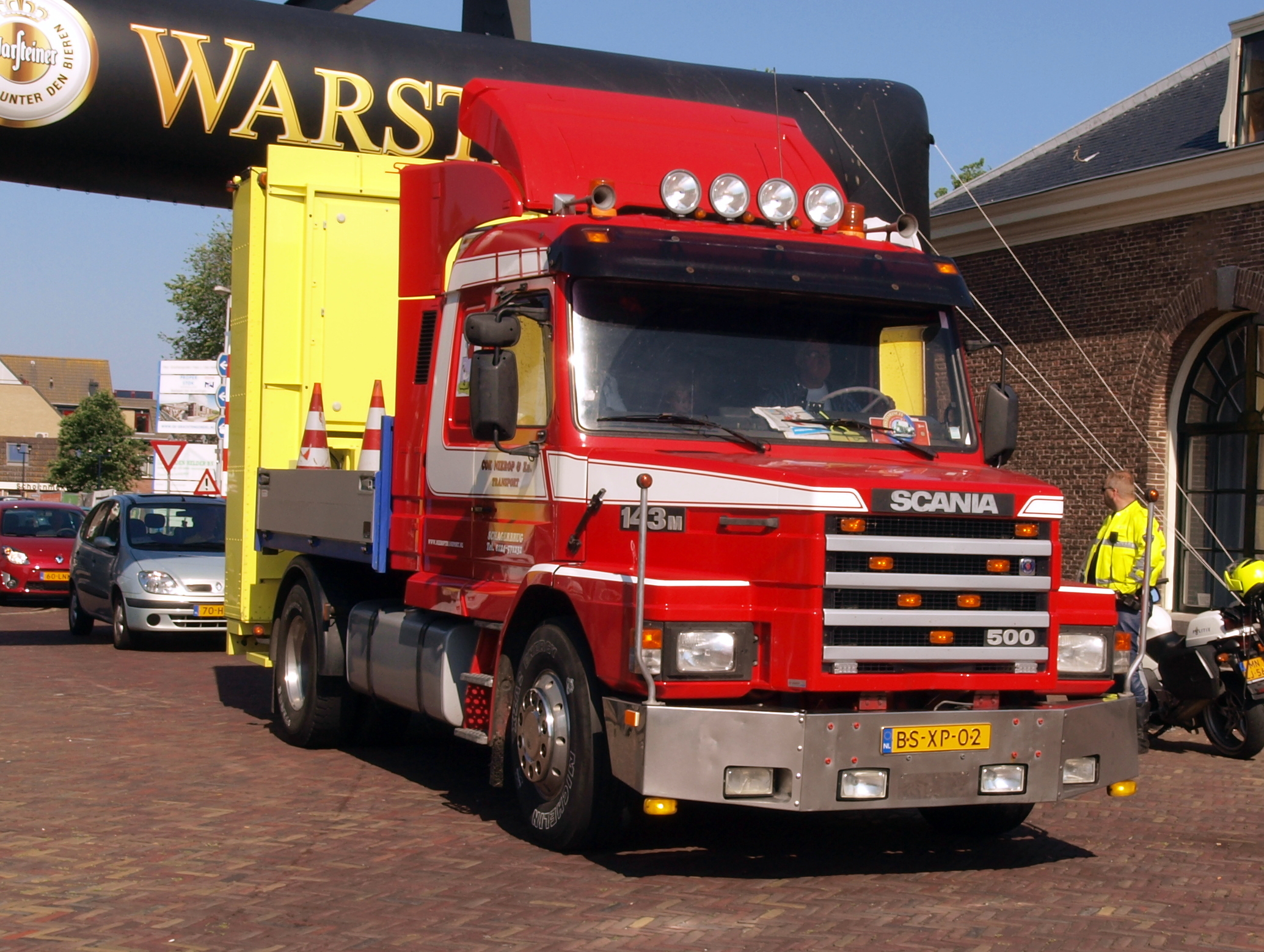
Scania serii 3

Auto zdobyło w 1989 roku tytuł International Truck of the Year, a w 2015 roku brytyjski magazyn "Commercial Motor" nadał mu tytuł "Najlepszego samochodu ciężarowego w historii".
Pojazd w stosunku do serii 2 zmienił się niewiele. Zmiany dotknęły podzespoły mechaniczne oraz wnętrze, gdzie zastosowano bardziej ergonomiczną deskę rozdzielczą oraz ulepszono zawieszenie kabiny. Po raz pierwszy w serii 3 zastosowano specjalną wersję StreamLine. Silniki były 6 i 8-cylindrowe o pojemności 9, 11 i 14 litrów, o mocy 230-500 KM.